# 아페모시네
아페모시네(Apemosyne)는 그리스 신화에 나오는 카트레우스의 딸이다. 어머니는 알려져 있지 않다. 알타이메네스의 누이동생이며, 아에로페와 클리메네의 자매이다. 자식들 가운데 하나의 손에 죽게 될 것이라는 신탁을 받은 카트레우스는 아페모시네와 알타이메네스를 로도스 섬으로 쫓아 보내고, 아에로페와 클리메네는 노예상 나우플리오스에게 팔아 버렸다. 전령의 신 헤르메스는 로도스섬에 사는 아페모시네는 보고 연정을 품었다. 아페모시네는 헤르메스의 구애를 뿌리치고 도망치다가 헤르메스가 깔아 놓은 동물 가죽에 미끄러져서 넘어진 뒤 결국 순결을 빼앗겼다. 이로 인해 임신한 아페모시네는 알타이메네스에게 사실대로 말하였으나, 알타이메네스는 그 말을 믿지 않았다. 결국 아페모시네는 동생이 정조를 함부로 한 것으로 여겨 화가 난 오빠의 발길질에 죽고 말았다.

## 같이 보기
- 이오 (신화)
- 아에로페
- 파시파에